# Chlístov (Vysočina)
Chlístov (in tedesco Chlistau) è un comune della Repubblica Ceca facente parte del distretto di Třebíč, nella regione di Vysočina.